# Deaf News
Il Deaf News è una raccolta delle testate giornalistiche rivolte alla comunità sorda negli Stati Uniti d'America.

## Testate

### Silent News
Il primo giornale fondato da Julius Wiggins, nel gennaio del 1969 fino alla seconda metà del 2000, venne poi sostituita da SignNews. Ancora oggi è accessibile dal sito giornalistico con i video in lingua dei segni americana.

### The Buff and Blue
Uno delle prime testate settimanale, una rivista, vennero fondate da un gruppo di studenti sordi del Gallaudet University.

### Deaf News Network
Testata giornalistica fondata da una delle università statunitensi per sordi, il Rochester Institute of Technology, nel 2013 in Arizona.

### iDeafNews
Un blog giornalistico fondato da un gruppo di sordi della città di Rochester, nello stato di New York.